# Kalyvia Thorikou
Kalyvia Thorikou (in greco Καλύβια Θορικού?) è un ex comune della Grecia nella periferia dell'Attica (unità periferica dell'Attica Orientale) con 12 202 abitanti secondo i dati del censimento 2001.
È stato soppresso a seguito della riforma amministrativa, detta Programma Callicrate, in vigore dal gennaio 2011 ed è ora compreso nel comune di Saronikos.
il toponimo deriva da Καλιύ che richiama l'antica funzione di insediamento militare d'avvistamento (il toponimo si ripete in Italia nelle torrette di costruzione Messapica come Ceglie.
Kalivia è circondata da montagne, i campi per l'agricoltura si concentrano nella vallata all'interno del territorio del comune. Tra le montagne è noto l'Imetto a Nord-Ovest ed il Penteli situato a Nord.
Dagli anni '70 agli '90 l'insediamento umano è stato prevalentemente rurale, il piccolo centro ha vissuto un modesto fenomeno di urbanizzazione tra il 1980 ed il 1990.

## Amministrazione

### Gemellaggi
- Villa Castelli